# プイィ・フュイッセ
プイィ・フュイッセ（仏: Pouilly-Fuissé）は、フランスのブルゴーニュ地域圏ソーヌ＝エ＝ロワール県の中央部で生産される、アペラシオン・ドリジーヌ・コントロレ (AOC) の指定を受けた辛口白ワインである。

## 地理
マコン市の南西部から南部に広がるフュイッセ、シャントレ、ソリュトレ・プイィ、ヴェルジソンの4つの村が生産区域である。いずれも面積が数km² 、人口は250人から500人くらいの小さな村である。
ソリュトレ・プイィ村に、プイィ山という、標高550メートルほどの石灰岩でできた山があり、そのおかげでこのあたりは、キンメリジャンと呼ばれるミネラル分の豊富なアルカリ性の土壌になっており、シャルドネ種のぶどう栽培に適している。

## ワイン
ワインは、明るい緑色を帯びた黄金色で、辛口であるが、やさしく繊細な味わいになっている。ボーヌ地区などの「偉大な」ワインと比べると、価格も安く、親しみやすい。
1936年9月11日にAOCとして登録された。栽培面積は753haで、年間44,160ヘクトリットルのワインが生産されている。

## その他
これと似た名前のワインに、プイィ・フュメがある。辛口白ワインであるが、一般にはロワールワインに分類されており、ソーヴィニョン・ブラン種で作られ、煙でいぶしたようなアロマがあり、味わいはかなり異なる。